# Legge Merlin
La legge 20 febbraio 1958, n. 75 (anche detta nota come legge Merlin dal nome della promotrice nonché prima firmataria della norma, la senatrice Lina Merlin) è una legge della Repubblica Italiana.
La norma abolì la regolamentazione della prostituzione, chiudendo le case di tolleranza e introducendo i reati di sfruttamento e favoreggiamento della prostituzione. La prostituzione in sé, volontaria e compiuta da donne e uomini maggiorenni e non sfruttati, restò però legale, in quanto considerata parte delle scelte individuali garantite dalla Costituzione, come parte della libertà personale inviolabile (articolo 2 e articolo 13). La legge Merlin regola tuttora il fenomeno in Italia.

## Storia

La senatrice Lina Merlin, promotrice e prima firmataria della norma.

Questo provvedimento legislativo fu il principale dell'attività politica della parlamentare socialista Lina Merlin, che intese seguire l'esempio dell'attivista francese ed ex prostituta Marthe Richard, sotto la cui spinta nel 1946 erano state chiuse le case di tolleranza in Francia, e riprende i principi della Convenzione per la repressione della tratta degli esseri umani e dello sfruttamento della prostituzione adottata dall'Assemblea generale delle Nazioni Unite con risoluzione 317 (IV) del 2 dicembre 1949, entrata in vigore il 25 luglio 1951 e resa esecutiva in Italia con legge 23 settembre 1966 n. 1173.
Merlin aveva presentato una prima versione del suo disegno di legge in materia di abolizione delle case chiuse in Italia nell'agosto del 1948 (anno in cui pare che fossero attivi oltre 700 casini con 3.000 donne registrate, che risulteranno ridotte a circa 2.500 al momento dell'entrata in vigore della legge) su sollecitazione di un gruppo di donne dell'Alleanza femminile internazionale in visita al Parlamento italiano e su suggerimento di Umberto Terracini, la cui tesi di laurea verteva sul tema della prostituzione. Il progetto divenne legge, dopo un lunghissimo iter parlamentare, il 20 febbraio 1958: veniva abolita la regolamentazione statale della prostituzione e si disponevano sanzioni nei confronti dello sfruttamento e del favoreggiamento della prostituzione.
Il primo atto parlamentare di Merlin era stato quello di depositare un progetto di legge contro il sesso in compravendita e l'uso statale di riscuotere la tassa di esercizio. Oltre all'esempio di Richard in Francia, un ulteriore incentivo alla sua azione legislativa venne poi dall'adesione dell'Italia all'ONU nel 1955: a seguito di questo evento, il governo dovette sottoscrivere diverse convenzioni internazionali, fra cui la Dichiarazione Universale dei Diritti dell'Uomo del 1948, che faceva obbligo agli Stati firmatari di impedire la tratta degli esseri umani, e l'aggiuntiva Convenzione sulla soppressione del traffico di persone e lo sfruttamento della prostituzione altrui del 1949/1951. Il Partito Socialista Italiano di allora intendeva, come conseguenza della ratifica di questi trattati, abolire le case di tolleranza gestite dallo Stato; l'allora ministro degli Interni Mario Scelba aveva comunque già smesso di rilasciare licenze di polizia per l'apertura di nuove case dal 1948.
La proposta di legge presentata di Merlin fu l'unica al riguardo. La senatrice ribadì nel dibattito parlamentare come l'articolo 3 della Costituzione italiana sancisse l'uguaglianza di tutti i cittadini di fronte alla legge e l'articolo 32 annoverasse la salute come fondamentale diritto dell'individuo; veniva citato inoltre il secondo comma dell'articolo 41, che stabilisce come un'attività economica non possa essere svolta in modo da arrecare danno alla dignità umana.

### Dibattito e schieramenti finali
Alcuni dissidenti del PSI, come il medico Gaetano Pieraccini, pur essendo d'accordo nell'eliminare lo sfruttamento in sé, consideravano inestirpabile il fenomeno e preferivano dunque che la prostituzione restasse regolamentata con un qualche altro sistema alternativo delle case chiuse; affermavano che relegare nell'ombra la prostituzione avrebbe potuto peggiorare le condizioni del fenomeno, aumentando lo sfruttamento e portando a conseguenze disastrose per la salute pubblica. Pieraccini affermò che «per evitare la prostituzione, dovremmo essere costruiti come gli animali inferiori, ad esempio il corallo, che è asessuale e non ha il sistema nervoso»; sempre nel PSI, Eugenio Dugoni ebbe scontri verbali durissimi con la Merlin.
Benedetto Croce (Partito Liberale Italiano) dichiarò che qualsiasi male ci fosse nelle case di tolleranza era comunque minore che nel caso fossero state abolite: «Eliminando le case chiuse non si distruggerebbe il male che rappresentano, ma si distruggerebbe il bene con il quale è contenuto, accerchiato e attenuato quel male». Il PLI riteneva inoltre la legge Merlin un'indebita intrusione dello Stato in decisioni morali e lavorative personali, benché nelle intenzioni della legislatrice la legge non impediva l'esercizio della decisione di prostituirsi, ma solo il suo sfruttamento economico. Se alcuni consideravano le prostitute come criminali o asociali in cerca di facile guadagno, Merlin puntava il dito contro i clienti dei bordelli, definiti «corrotti»:
Un altro senatore socialista, Gustavo Ghidini, parlò di incostituzionalità della proposta di legge in quanto contraria proprio all'articolo 32 della Carta fondamentale dello Stato, comma 1: «La Repubblica tutela la salute come fondamentale diritto dell'individuo e interesse della collettività», in quanto la legge avrebbe potuto potenzialmente favorire la diffusione delle malattie veneree. Entrambe le parti, interpretandolo ciascuno a sostegno delle proprie posizioni, si richiamarono come detto all'articolo 32, ma anche ai comma 1 e 2 all'articolo 41: «L'iniziativa economica privata è libera. Non può svolgersi in contrasto con l'utilità sociale o in modo da recare danno alla sicurezza, alla libertà, alla dignità umana».
Secondo Merlin, la prostituzione anche volontaria era dannosa per la dignità della donna, mentre secondo i fautori del modello allora vigente e della legalità del meretricio era un'attività economica privata che era perciò da lasciare libera e, previa libera decisione della lavoratrice e svolta in condizioni di legalità e sicurezza, non pregiudicava la dignità e la libertà della donna (cosa peraltro sancita anche da pronunce giudiziarie dei decenni successivi, che definirono la prostituzione non sfruttata come un normale lavoro, e sostenuta da varie associazioni per la difesa dei diritti umani); la donna invece sarebbe stata pregiudicata se la professione di prostituta fosse stata collocata nell'illegalità o fuori da ogni controllo, rendendo la prostituta soggetta alla criminalità. Nella proposta Merlin la punizione dei clienti e delle prostitute singole invece non fu ritenuta idonea, anche perché mancava in Costituzione qualsiasi norma cogente (come previsto dall'articolo 54) contro il mero consumatore di un'attività non legale o contro il lavoratore, in essa "sfruttato" e quindi vittima, e contro la libera professionista, figura rientrante nella sfera delle libere scelte personali e inviolabili dell'individuo (articolo 2 e 13).
Fra i compagni di partito di Merlin, lo stesso Pietro Nenni era perplesso su molti aspetti della legge: percependo da loro poco sostegno, nel 1958 Merlin minacciò di rendere pubblici i nomi di esponenti socialisti tenutari di bordello. Tuttavia, nessuno di questi autorevoli oppositori poté votare la legge poiché, a causa del lungo iter, quasi tutti morirono prima del 1958, a eccezione di Nenni e Ghidini (che però non era più deputato).
A detta della senatrice, le leggi che fino ad allora avevano regolamentato la prostituzione potevano e dovevano essere abolite, senza che a esse venisse sostituito alcun controllo o permesso di esercitarla in luogo pubblico. Occorsero circa dieci anni perché la sua proposta di legge percorresse l'intero iter legislativo. Nonostante avesse dalla propria parte una maggioranza di consensi, la legge incontrò ostacoli di diverso genere durante il dibattito nelle aule parlamentari, dovendo essere ripresentata allo scadere di ogni legislatura e ricominciare i dibattiti tanto in aula quanto in commissione.
A favore della legge si schierarono infine socialisti, comunisti, repubblicani, democristiani e alcuni socialdemocratici, mentre contrari furono liberali, radicali, missini, monarchici, la maggioranza dei socialdemocratici e vari dissidenti di partiti favorevoli (diversi socialisti, molti dei quali lasciarono il PSI per aderire al PSDI, alcuni repubblicani, qualche comunista, ecc.). Alla fine prevalse la posizione di Merlin e la legge fu votata dal Parlamento nel 1958.

## Contenuto
La legge stabiliva, nel termine di sei mesi dall'entrata in vigore della stessa, la chiusura delle case di tolleranza, l'abolizione della regolamentazione della prostituzione in Italia e l'introduzione di una serie di reati intesi a contrastare lo sfruttamento della prostituzione altrui.
La legge, proibendo l'attività delle "case da prostituzione", puniva sia lo sfruttamento sia il favoreggiamento della prostituzione, in particolar modo «chiunque in qualsiasi modo favorisca o sfrutti la prostituzione altrui». La norma prescriveva anche la costituzione di un Corpo di polizia femminile, che da allora in poi si sarebbe occupata della prevenzione e della repressione dei reati contro il buon costume (sanzionati anche dalla stessa legge Merlin come «libertinaggio») e della lotta alla delinquenza minorile.

## I risvolti sociali
La tenacia di Lina Merlin nel portare avanti, fin dal momento della sua elezione, la propria lotta al lenocinio (favoreggiamento) inteso come sfruttamento di prostitute, portò all'approvazione dell'omonima e ampiamente discussa legge. L'avvenimento, che segnò una svolta nel costume e nella cultura dell'Italia moderna, venne visto da alcuni come una svolta positiva, da altri col timore di alcune conseguenze quali gravi epidemie di malattie veneree e il dilagare delle prostitute nelle strade delle città, cosa che in effetti avvenne.
L'ostilità verso Merlin da parte dei tenutari di case di tolleranza, che si erano riuniti in un'associazione di categoria denominata APCA (Associazione Proprietari Case Autorizzate), e di tutti coloro che si opponevano alla sua proposta di legge, giunse al punto di costringerla alla semi-clandestinità, dopo che ebbe ricevuto intimidazioni e minacce di morte.
In ogni caso, il 20 settembre 1958 la legge entrò in vigore. Alla mezzanotte del 19 settembre del 1958, come primo effetto della norma, vennero chiusi oltre 560 postriboli su tutto il territorio nazionale; molti di questi luoghi furono riconvertiti in enti di patronato per l'accoglienza e il ricovero delle ex-prostitute.

## Il dibattito
Pur essendo l'argomento per sua natura scabroso, e perciò improponibile sui pudibondi mezzi di informazione dell'Italia degli anni cinquanta, nel Parlamento e nella società si creò una spaccatura trasversale tra coloro che sostenevano l'opinione di Merlin, fra cui molti esponenti di area cattolica, e molti altri che invece opposero un atteggiamento di rifiuto totale e categorico. Anche dopo l'approvazione della legge il dibattito continuò acceso per lungo tempo.
Lo scontro fra i favorevoli e i contrari raggiunse comunque i banchi delle librerie quando Merlin, insieme alla giornalista Carla Voltolina, moglie del deputato socialista e futuro Presidente della Repubblica Sandro Pertini, pubblicò nel 1955 un libro intitolato Lettere dalle case chiuse, nel quale - attraverso la prosa ingenua e spesso sgrammaticata delle lettere indirizzate a Merlin dalle stesse sfortunate vittime della realtà dei bordelli italiani - il fenomeno emergeva in tutto il suo innegabile squallore.
Sul fronte opposto, il giornalista Indro Montanelli si batté pervicacemente contro quella che ormai veniva già chiamata - e si sarebbe da allora chiamata - la legge Merlin. Nel 1956 diede alle stampe un polemico libello intitolato Addio, Wanda! nel quale scriveva:
Oltre Montanelli, si scagliarono contro la legge altre personalità della cultura, come il critico letterario e celebre anglista Mario Praz, che sosteneva incrementasse l'omosessualità maschile, la pederastia e la zooerastia, e non tutelando davvero la figura femminile e il filosofo tradizionalista di destra Julius Evola.
Nel 1963 la legge fu investita dalla questione di legittimità costituzionale per quanto riguardava sia l'articolo 32 della Costituzione, sia, dal punto di vista formale, l'articolo 3, n. 8 della legge Merlin (specificatamente il reato di favoreggiamento della prostituzione), che secondo i giudici fiorentini avrebbe violato gli articoli 13, 25 e 27 della Costituzione poiché formulato in maniera troppo generica, ma i giudici della Corte costituzionale reputarono invece corretta la formulazione della norma, con sentenza dell'anno successivo; ciò riaccadde altre volte nella storia repubblicana.
Dagli anni ottanta nel dibattito politico italiano hanno preso corpo numerose richieste per l'abrogazione - totale o parziale - della legge Merlin, giudicata non più al passo con i tempi. La legge è ritenuta da più detrattori non idonea a gestire il fenomeno della prostituzione in Italia che, di fatto, rimane una realtà presente e costante. In Italia, infatti, non è considerato reato la vendita del proprio corpo, ma lo sfruttamento del corpo altrui anche se in ambiente organizzato. Ciò ha permesso il proseguire, di fatto, della mercificazione corporale nelle strade oltre che nelle case, ma in clandestinità.
Inoltre, prima dell'entrata in vigore della legge la prostituzione nelle strade era molto poco diffusa, mentre dopo l'entrata in vigore è aumentata notevolmente. Negli anni novanta, soprattutto, si è sviluppato il fenomeno della prostituzione legata all'immigrazione clandestina, esploso poi negli anni successivi. Il traffico di donne, talvolta anche minorenni, e i lauti guadagni del loro sfruttamento sono passati sotto il controllo delle mafie italiane e dei loro Paesi d'origine, queste ultime talvolta presenti sul territorio italiano.
Nonostante si siano succedute negli anni numerose proposte di modifica presentate dai politici di vari schieramenti nonché la proposizione di referendum abrogativi, e nonostante i continui tentativi di confondere lo sfruttamento della prostituzione con i rischi sociali e igienici della prostituzione in sé (che la legge non regolamenta), il testo di Lina Merlin approvato nel 1958 è per gran parte tuttora in vigore.

## Giurisprudenza e interpretazioni recenti sulla legge
La Corte di Cassazione, con la sentenza 1º ottobre 2010, n. 20528, ha stabilito che la prostituzione esercitata da adulti deve essere soggetta a tassazione, poiché è un'attività lecita; di conseguenza, a partire dalla suddetta data in Italia, il meretricio avrebbe dovuto essere un'attività tassabile a tutti gli effetti. La stessa Suprema Corte ha riconfermato, con la pronuncia 13 maggio 2011, n. 10578 che il meretricio è effettivamente da considerare come una normale attività commerciale e con la medesima ha affermato che «l'articolo 36 comma 34 bis della Legge 248/2006, facente capo alla Legge 537/1993 articolo 14 comma 4 ed all'articolo 6 comma 1 del D.P.R. 917/1986 T.U.I.R., ha implicitamente modificato la Legge 75/1958 agli articoli 7 e 3 comma primo numero 8, derogando i rispettivi dettami ai fini fiscali».

Al riguardo della seguente pronuncia e della pronuncia del 31 luglio 2013, n. 33160, dovrebbero essere considerati non più validi o desueti, ovviamente in certi limiti, anche gli specifici punti 2) e 3) dell'articolo 3 della legge Merlin che recitavano la punibilità, per il reato di favoreggiamento della prostituzione, di: 
La sentenza inoltre stabilisce che la prostituta ha il diritto morale a essere pagata, con IVA a carico del cliente (tuttavia tale contrattazione, da un punto di vista civilistico sarebbe un contratto nullo e non impugnabile), e rende quindi legale la tassazione delle prostitute libere professioniste e l'affitto di appartamenti a uso di prostituzione, se non c'è sfruttamento; tuttavia non mette al sicuro i locatari dall'essere inquisiti, non avendo il precedente, in un sistema di civil law, validità di norma come in common law, ma solo funzione nomofilattica.
Parte della dottrina e giurisprudenza considera desueta la parte sul divieto di "Adescamento e invito al libertinaggio" senza molestia o pagamento, specie dopo i cambiamenti culturali nel costume seguiti alla rivoluzione sessuale degli anni 1960 e al cambio di linguaggio dei mass media a partire dagli anni 1980. Inoltre, nel 1981, fu abolito il Corpo di Polizia Femminile previsto dalla legge, ritenuto superfluo in seguito all'entrata delle donne nella normale Polizia di Stato e al rinnovamento della vecchia "Squadra del buon costume", divenuta in seguito "Squadra di contrasto alla criminalità extracomunitaria e prostituzione".
Altre sentenze hanno definito come prostituzione anche servizi senza contatto come il sesso virtuale e talvolta i servizi di messaggistica erotica, mentre è stato invece stabilito che certi tipi di contatto sessuale non siano configurabili come prostituzione, come ad esempio la lap dance, definita una «legittima forma d'arte» dalla Cassazione anche quando è condotta solo per l'eccitamento sessuale del pubblico; gli spettacoli privati sono considerati leciti entro certi limiti: nel caso i clienti consumino atti sessuali dopo l'esibizione erotica, alcune sentenze hanno considerato ciò lecito se non c'è costrizione, ma libera scelta dell'artista, e se non c'è pagamento apposito per tale atto (in questo caso sarebbe prostituzione), e il fatto invece non costituirebbe reato in caso di rapporto non completo o semplice "toccamento". Tali atti sessuali non sarebbero considerati prostituzione sfruttata se messi in atto dalla ballerina, su propria iniziativa, per "fidelizzare" il cliente e incrementare il proprio guadagno personale (sentenza Cassazione 3 giugno 2017).

### Questioni costituzionali
Fin dal dibattito e da poco dopo l'approvazione, furono sollevate diverse questioni di costituzionalità della legge, sempre respinte dalle Corte costituzionale, unico organo giudiziario col potere di abrogare parti di legge. L'ultima volta è avvenuto nel 2018, in seguito a sentenza della corte d'appello di Bari del 2017 (che in primo grado aveva respinto la questione di costituzionalità sollevata dagli avvocati difensori) sul c.d. processo "escort" Tarantini-Berlusconi, dopo che la corte barese ha rilevato una possibile incostituzionalità dei reati di reclutamento e favoreggiamento della prostituzione, in caso di prostitute consenzienti e non sfruttate, in relazione agli articoli 2 (diritti inviolabili, tra cui quello di disporre del proprio corpo) e 41 (libertà di iniziativa economica) della Costituzione. La Corte costituzionale con sentenza del 5 marzo 2019 ha dichiarato non fondate le questioni, ritenendo che non è in contrasto con la Costituzione la scelta di politica criminale della legge Merlin di considerare lecita la prostituzione in sé e di punire le condotte di terzi che la agevolino o sfruttino.

## Nella cultura popolare
Alla Legge Merlin fa riferimento il film Arrangiatevi di Mauro Bolognini con Laura Adani, Cathia Caro, Peppino De Filippo, Franca Valeri e Totò.